# سایوز تی‌ام-۱۹
سایوز-تی‌ام-۱۹ (به روسی: Союз )(به معنای اتحاد) نوزدهمین مأموریت سرنشین دار سازمان ملی فضانوردی روسیه به سمت ایستگاه فضایی میر محسوب می شود. در طول این ماموریت ۱ فضاپیمای پشتیبانی پروگرس به ایستگاه متصل شد. بعد از سایوز۲۵ این نخستین مأموریتی بود که فضانوردان آن از قبل هیچ تجربه پرواز نداشته و برای اولین بار به فضا پرتاب می‌شدند.

## خدمه مأموریت
| شماره | نام             | ملیت     | تعداد پرواز | نقش عملیاتی | تصویر |
| ۱     | یوری مالنچنکو   | روسیه    | ۱           | فرمانده     |       |
| ۲     | تالگات موسی‌بی‌اف | قزاقستان | ۱           | مهندس پرواز |       |